# (10169) Ogasawara
(10169) Ogasawara (1995 DK) – planetoida z pasa głównego asteroid okrążająca Słońce w ciągu 4,87 lat w średniej odległości 2,87 j.a. Odkryta 21 lutego 1995 roku.